# قرار مجلس الأمن التابع للأمم المتحدة رقم 1483
قرار مجلس الأمن التابع للأمم المتحدة رقم 1483، الذي اعتمد في 22 أيار/مايو 2003، بعد أن أشار إلى جميع القرارات السابقة بشأن الحالة بين العراق و‌الكويت، رفع المجلس العقوبات التجارية المفروضة على العراق (باستثناء حظر الأسلحة) وأنهى برنامج النفط مقابل الغذاء.
وقد صاغت الولايات المتحدة القرار وشاركت في رعايته إسبانيا والمملكة المتحدة؛ وقد وافق عليه 14 من بين 15 عضوًا من أعضاء مجلس الأمن لأن سوريا لم تشارك في التصويت.

## القرار

### الملاحظات
أكد مجلس الأمن من جديد أهمية نزع أسلحة الدمار الشامل العراقية وحق الشعب العراقي في تقرير مستقبله السياسي والسيطرة على موارده الطبيعية. وشجع الجهود الرامية إلى تشكيل حكومة تمثيلية لتوفير المساواة في الحقوق والعدالة لجميع المواطنين العراقيين، وأشار إلى القرار 1325 (2000) بشأن المرأة في هذا الصدد.
وعلاوة على ذلك، قرر المجلس أن الأمم المتحدة يجب أن تلعب دورًا حيويًا في جهود الإغاثة الإنسانية وإعادة الإعمار وتنمية المؤسسات في العراق. ورحب باستئناف الجهود الإنسانية وتعيين مستشار خاص من قبل الأمين العام كوفي أنان. ومن ناحية أخرى، أكدت ديباجة القرار الحاجة إلى المساءلة عن الجرائم التي ارتكبها النظام العراقي السابق في ظل صدام حسين واحترام التراث العراقي.
وسلم المجلس بمسؤوليات والتزامات المملكة المتحدة والولايات المتحدة بوصفهما دولتين قائمتين بالاحتلال والدول الأخرى التي ليست دولًا قائمة بالاحتلال التي تعمل تحت قيادتهم. وأعرب عن ترحيبه بالتزام الدول الأعضاء تجاه الاستقرار في العراق، وما زال يساوره القلق إزاء مصير الكويتيين ورعايا الدول الثالثة الذين لم يعرف مصيرهم منذ 2 آب/أغسطس 1990 (اليوم الذي غزا فيه العراق الكويت) وقرر أن الحالة في العراق لا تزال تشكل تهديدًا للسلم والأمن الدوليين.

### الأفعال
حل القرار، الذي اعتمد بموجب الفصل السابع من ميثاق الأمم المتحدة، العديد من الالتباسات القانونية والحكومية التي نتجت عن غزو العراق عام 2003 من قبل «تحالف الراغبين» بقيادة الولايات المتحدة والمملكة المتحدة. وسماته الثلاثة الأكثر أهمية هي أنه سلم بمسؤوليات التحالف الأمريكي-البريطاني بموجب القانون الدولي المنطبق بوصفهما دولتين قائمتين بالاحتلال؛ الاعتراف بإنشاء مجلس حكم انتقالي للعراقيين؛ وألغى جميع العقوبات المفروضة على العراق والتي فرضت على النظام السابق لصدام حسين بموجب القرارين 661 (1991) و778 (1992) وغيرهما. بالإضافة إلى ذلك، فإنه أنهى برنامج النفط مقابل الغذاء.
ونقل القرار السلطة للإذن بنفقات من عائدات النفط العراقية من الأمم المتحدة إلى صندوق إنمائي للعراق تسيطر عليه سلطة الائتلاف المؤقتة في 23 مايو 2003. كما أنشأ المجلس الدولي للمشورة والمراقبة (IAMB)، وهي هيئة دولية لرصد نفقات الائتلاف من عائدات النفط العراقية. وكانت سلطة الائتلاف في إنفاق عائدات النفط العراقي مشروطة. ولم يؤذن للائتلاف إلا بإنفاق تلك الأموال لصالح الشعب العراقي. ولم يؤذن بهذه النفقات إلا إذا قدمت بطريقة علنية وشفافة. ولم يؤذن للتحالف إلا بإنفاق الأموال ما دامه تعاون في إشراف المجلس الدولي للمشورة والمراقبة على تلك النفقات، وكلف الائتلاف بالالتزام بجعل تلك النفقات ذات مدخلات عراقية مجدية.
وتم نقل الأموال المتبقية من برنامج النفط مقابل الغذاء البالغة 10 بلايين دولار على مدى فترة تصفية مدتها 6 أشهر إلى صندوق تنمية العراق، وهو ما يمثل 14% من إجمالي إيرادات البرنامج على مدى 5 سنوات.
وانتقد الائتلاف على نطاق واسع لإخفاقه في تنفيذ ضوابط مالية كافية؛ مع الإخفاق في تقديم النفقات من صندوق التنمية للعراق بطريقة منفتحة وشفافة.

## وصلات خارجية
- القرار 1483 (2003) الحالة بين العراق والكويت